# Мила Димитрова
Мила Петрова Димитрова е българска театрална и филмова актриса, деятелка на БКП.

## Биография
Родена е на 19 март 1896 г. в Новоселци. В периода 1919 – 1920 г. играе в Гюмюрджински театър, където започва артистичната ѝ дейност. Между 1920 и 1922 г. е актриса в Свободен театър. В периода 1926 – 1941 г. играе във Варненски общински театър, Русенски общински театър, Пловдивски общински театър и Бургаски общински театър. През 1941 г. е уволнена поради комунистическа дейност. Между 1946 и 1960 г. играе на сцената на Народния театър на младежта. Мъжът ѝ Петър Димитров също е актьор. През 1967 г. е удостоена с орден „Кирил и Методий“, I степен. Почива на 16 декември 1983 г. в София.

## Роли
Мила Димитрова има множество роли в театъра, по-значимите са:
- Вида – „Боряна“ от Йордан Йовков
- Дафинка – „Милионерът“ от Йордан Йовков
- Лейди Милфорд – „Коварство и любов“ от Фридрих Шилер
- Андрофоба – „Мъжемразка“ от Ст. Л. Костов
- Костанда – „Свекърва“ от Антон Страшимиров
- Кабаниха – „Буря“ от Александър Островски[1]

## Филмография
- Неспокоен дом (1965),
- Галилео Галилей (1969), Майката